# Ronaldo Folegatti
Ronaldo Folegatti  (Rio de Janeiro, 30 de abril de 1958 – Teresópolis, 1 de agosto de 2007) foi um compositor, produtor musical e violonista brasileiro.

## Biografia
Apesar de ter começado a tocar violão aos dez anos de idade, acabou primeiramente escolhendo estudar Engenharia, escolha esta que duraria apenas dois anos, insatisfeito com o curso, mudou para Matemática o qual formou-se em 1978, e recebeu o mestrado em Matemática Pura em 1980, aos 22 anos de idade. Nessa época, mudou-se para Berlim, Alemanha acreditando ser seu caminho cursar o doutorado em outro país, chegando lá, depois de algum tempo e muitas decepções que perduraram desde o início da graduação, deixa a academia para se dedicar a carreira de músico profissional.
Em Berlim, Folegatti tocou com muitos dos músicos da cena local, tais como Hendrik Meurkens, Frank Lüdecke, Walther Gauchel, Dudu Tucci, Topo Gioia, Rolo Rodriguez, Chico Mello, Jörg Behr, Lito Tabora, Zito Ferreira e o também brasileiro baixista Guilherme Castro.
Seu primeiro CD, Sounds of Watercolors, foi lançado em 1990 na Alemanha No ano posterior foi lançado nos EUA, tendo aí alcançado Heavy Rotation em muitas radios por todo o país e alcançando o Top 40 em Jazz do Gavin Report.
Recebeu inúmeros elogios da crítica especializada, tais como a revista Jazziz.
Sua segunda produção, Lust, Comics & some other Dreams teve, entre outras, a participação do trompetista alemão Till Brönner e do legendário baterista Ronnie Stephenson.
Em 1995 volta a morar no Brasil, na cidade de Teresópolis onde começou a produzir músicas com um conceito diferenciado, misturando jazz, MPB e pop em seu estúdio próprio.
Em 2000 lançou os álbuns Mazy Tales (instrumental) e Anjos & Estrelas (MPB) e em 2002 lançou o CD Histórias de Beijos com a cantora Patricia Araújo.
Em 2005 lançou Jamming! pela gravadora novaiorquina Apria Records, com a participação de Randy Brecker, Teo Lima, Will Lee, Joel Rosenblatt, Zé Canuto, Ada Rovatti, Paulo Calasans, Marcio Bahia, Erivelton Silva, Jill McCarron, João Carlos Coutinho, Marcelo Martins, Gabriel Grossi, Bororó, Mauro Diniz, Thomas Walter Maria, Nema Antunes, Cristiano Alves, Arthur Maia, Guilherme Castro, Borginhos, Leo Castro, Claussi Ramos e das cantoras Patricia Mellodi, Marianna Leporace e Luanda Cozetti entre muitos outros.
em 2005 opera-se de um câncer que luta até 2007 quando vem a falecer, nesse período, Folegatti ainda deixa 4 discos inéditos inacabados e não lançados.
- Sounds of Watercolors - AH Records (1990)  Alemanha e Blue Orchid (1991) EUA
- Lust, Comics & some other Dreams - AH Records (1992) Alemanha e Blue Orchid (1992) EUA
- Mazy Tales - Folegatti Music  (2000) Brasil
- Anjos & Estrelas - Folegatti Music (2000) Brasil
- Histórias de Beijos - Folegatti Music (2002) Brasil
- Jamming! - Apria Records (2005) EUA